# 津島市立南小学校
津島市立南小学校（つしましりつ みなみしょうがっこう）は、愛知県津島市にある公立小学校。1872年（明治5年）に設立された義校にルーツを持ち、津島市でもっとも歴史の古い小学校である。2017年度（明治29年度）の児童数は458人。

## 歴史
延命寺と雲居寺に義校が設置された1872年（明治5年）4月を開校年としている。延命寺には第11義校の擇善学校が設置され、雲居寺には第14義校の春朗学校が設置された。1876年（明治9年）に2つの義校が統合されて津島学校となり、1887年（明治20年）には尋常小学津島学校となった。1892年（明治25年）には津島尋常小学校となり、1912年（大正元年）には津島第一尋常小学校と、1915年（大正4年）には津島第一尋常高等小学校となった。
この間の1880年（明治13年）には西福寺に海東郡海西郡共立陶成学校（教員養成学校）が設置されている。1887年（明治20年）には陶成学校が海東郡海西郡立津島高等小学校（第一高等小学校）となった。第二高等小学校は蟹江町に、第三高等小学校は甚目寺町に設置されている。1898年（明治31年）には津島高等小学校から津島女子高等小学校が独立した。1893年（明治26年）には海東郡39ヶ町村組合立高等小学校となった。
小説家の坪内鋭雄は名古屋市生まれだが本校出身であり、愛知中学校から早稲田大学に進学した。1925年（大正14年）から1936年（昭和11年）には江上定義が校長を務めた。このように本校は複雑な経緯をたどり、1872年から11度も校名の変更を行っているが、1948年（昭和23年）には現在の津島市立南小学校に改称して落ち着いた。

## 歴代校長
- 江上定義

## 著名な卒業生
- 坪内鋭雄（作家）
- 杉本健吉（洋画家）